# ソセフォ・マアケ
ソセフォ・マアケ（Sosefo Maʻake、1991年9月15日 - ）は、トンガのラグビーユニオン選手。

## プロフィール
- トンガ出身[1]。
- ポジションはスタンドオフ(SO)。
- 身長 179cm、体重 97kg
- トンガ代表キャップは1（2025年5月現在）でワールドカップ2015のトンガ代表に選ばれた[2]。

## 略歴
2015年、ハヴェル・ブルドックスに加入。